# Football Club Progrès Niederkorn
Pour la section féminine, voir Football Club Progrès Niederkorn (féminines).
Maillots
Actualités
Dernière mise à jour : 25 février 2025.
Le FC Progrès Niederkorn (forme raccourcie de Football Club Progrès Niederkorn) est un club de football luxembourgeois, fondé le 14 août 1919 et basé à Niederkorn (commune de Differdange). Il évolue en BGL Ligue, la première division luxembourgeoise de football.
Fondé le 14 août 1919, le FC Progrès Niederkorn devient rapidement un club important dans le paysage footballistique luxembourgeois en remportant sa première Coupe du Luxembourg dès 1933 face à l'Union Luxembourg.
Après la libération du Luxembourg en 1944, une seconde Coupe du Luxembourg s'ajoute au palmarès du club en 1945. Le Progrès remporte son premier titre de Division d'Honneur à l'issue de la saison 1952-1953. Remportant deux Coupes du Luxembourg en 1977 et 1978, Niederkorn obtient son deuxième titre de champion dans la foulée en 1978 et se qualifie pour la première fois de son histoire en Coupe des clubs champions européens, lui permettant d'affronter le Real Madrid CF. Trois ans plus tard, le club remporte son dernier championnat en titre.
Lors de l'édition 2017-2018 de la Ligue Europa, le Progrès réalise le plus grand exploit de son histoire en éliminant au 1er tour de la compétition le Rangers FC, après un scénario dingue lors du match retour, renversant complètement les Écossais.
En 2024, le club remporte sa cinquième Coupe du Luxembourg face au FC Swift Hesperange et obtient sa première Supercoupe du Luxembourg en battant le FC Differdange 03 en finale.

## Historique

### Fondation et premiers succès (1919 - 1940)
Le FC Progrès Niederkorn est fondé le 14 août 1919 et apparaît rapidement comme un club important dans le paysage footballistique luxembourgeois.
Lors de la saison 1931-1932, le Progrès termine vice-champion du championnat de Première Division derrière le Red Boys Differdange, il s'agit de la meilleure performance du club en première division luxembourgeoise à l'époque. L'année suivante, Niederkorn obtient le premier trophée de son histoire en remportant la Coupe du Luxembourg face à l'Union Luxembourg sur le score de quatre buts à un.
À l'issue de la saison 1936-1937, le club est une nouvelle fois vice-champion de Division d'Honneur.

### Seconde Guerre mondiale (1940 - 1945)
En 1940, le Luxembourg est annexé par les Allemands, ainsi, le championnat est arrêté et le Progrès devient alors le FK Niederkorn (Fussball Klub Niederkorn). Durant l'occupation, le club dispute ses matchs en Gauliga Moselland. Le club termine vice-champion derrière le TuS Neuendorf.
La majeure partie du Luxembourg est libéré en septembre 1944, permettant la reprise du championnat ainsi que de la coupe. Fraichement renommé à son nom d'origine, le club remporte la seconde Coupe du Luxembourg de son histoire en 1945 en battant le CA Spora Luxembourg sur le score de deux buts à zéro.

### L'âge d'or (1945 - 1982)
Un an après son sacre en coupe, le Progrès atteint une nouvelle fois la finale de la Coupe du Luxembourg mais s'incline sur le score de trois buts à un face à l'AS La Jeunesse d'Esch.
Montant rapidement en puissance, Niederkorn obtient pour la première fois de son histoire le titre de champion de Division d'Honneur à l'issue de la saison 1952-1953 devant l'AS La Jeunesse d'Esch. Trois ans plus tard, le club est une nouvelle fois finaliste de la Coupe du Luxembourg en s'inclinant face au Stade Dudelange sur le score de trois buts à un.
Lors de la saison 1976-1977, le club termine vice-champion de Division d'Honneur derrière l'AS La Jeunesse d'Esch mais parvient à remporter la troisième Coupe du Luxembourg de son histoire face au Red Boys Differdange. Ce sacre permet au Progrès de disputer pour la première fois de son histoire une coupe d'Europe, la Coupe des vainqueurs de coupe. Affrontant les Danois du Vejle BK, la marche sera trop haute, s'inclinant sur un score cumulé de dix buts à zéro, dont un match retour sur un score salé de neuf buts à zéro,.
À l'issue de la saison 1977-1978, le Progrès remporte pour la deuxième fois de son histoire la Division d'Honneur, qui qualifie le club dans la plus prestigieuse des compétitions européennes de football, la Coupe des clubs champions européens, où le club affronte le grand Real Madrid CF, déjà six fois vainqueur de la compétition. Les madrilènes se qualifient facilement sur un score cumulé de douze buts à zéro,,. À l'issue de la saison, Niederkorn remporte sa quatrième Coupe du Luxembourg face à l'Union Luxembourg sur le score de deux buts à un.
En 1980-1981, le club remporte pour la troisième fois le championnat de Division d'Honneur, lui permettant de disputer une nouvelle fois la Coupe des clubs champions européens face au Glentoran FC (défaite cinq buts à un cumulé malgré un match nul au match aller).

### Retour au premier plan (depuis 2017)
Terminant 4e du championnat lors de la saison 2014-2015, le club se qualifie pour l'édition 2015-2016 de la Ligue Europa, une première depuis 33 ans. Malgré de belles intentions, le club est éliminé dès le 1er tour face aux Irlandais du Shamrock Rovers FC,,,.
À l'issue de la saison 2017-2018, le Progrès termine vice-champion de BGL Ligue derrière le F91 Dudelange et se qualifie une nouvelle fois pour la Ligue Europa. Lors du 1er tour, les luxembourgeois affrontent le Rangers FC. Lors du match aller, le Progrès s'incline sur le plus petit des scores, mais lors du match retour, Niederkorn réalise l'un des plus grands exploits de son histoire en renversant les Écossais à domicile sur le score de deux buts à zéro,,,,. Lors du second tour, le club s'incline face à l'AEL Limassol sur un score cumulé de trois buts à un,.
46 ans après sa dernière victoire en Coupe du Luxembourg, le Progrès obtient la cinquième coupe de son histoire en s'imposant lors de la séance de tirs au but face au FC Swift Hesperange au Stade de Luxembourg,,,. Avant le début de saison 2024-2025, le club remporte la Supercoupe du Luxembourg face au FC Differdange 03, champion en titre de BGL Ligue.

## Bilan sportif

### Palmarès
Le tableau suivant récapitule les performances du FC Progrès Niederkorn dans les différentes compétitions officielles luxembourgeoises.
| Compétitions nationales | Compétitions internationales |
| --- | --- |
| - BGL Ligue (3) - Champion : 1953, 1978 et 1981 - Vice-champion : 1932, 1937, 1977, 1979, 1982, 2018 et 2023 - Coupe du Luxembourg (5) - Vainqueur : 1933, 1945, 1977, 1978 et 2024 - Finaliste : 1946, 1956 et 1980 - Supercoupe du Luxembourg - Vainqueur : 2024 | - Ligue des champions (C1) - Meilleure performance : 1er tour en 1979 et 1982 - Ligue Europa (C3) - Meilleure performance : 3e tour en 2018 - Ligue Conférence (C4) - Meilleure performance : 2e tour en 2023 et 2024 Anciennes compétitions - Coupe des vainqueurs de coupe (C2) - Meilleure performance : 16e de finale en 1977 |

### Bilan européen
Note : dans les résultats ci-dessous, le score du club est toujours donné en premier.
| Saison    | Compétition               | Tour              | Club                | Domicile | Extérieur | Total  |
| --------- | ------------------------- | ----------------- | ------------------- | -------- | --------- | ------ |
| 1977-1978 | Coupe des coupes          | Premier tour      | Vejle BK            | 0 - 1    | 0 - 9     | 0 - 10 |
| 1978-1979 | Coupe des clubs champions | Premier tour      | Real Madrid         | 0 - 7    | 0 - 5     | 0 - 12 |
| 1979-1980 | Coupe UEFA                | Premier tour      | Grasshoppers Zurich | 0 - 2    | 0 - 4     | 0 - 6  |
| 1981-1982 | Coupe des clubs champions | Premier tour      | Glentoran FC        | 1 - 1    | 0 - 4     | 1 - 5  |
| 1982-1983 | Coupe UEFA                | Premier tour      | Servette FC         | 0 - 1    | 0 - 3     | 0 - 4  |
| 2015-2016 | Ligue Europa              | Premier tour Q    | Shamrock Rovers     | 0 - 1    | 2 - 3     | 2 - 4  |
| 2017-2018 | Ligue Europa              | Premier tour Q    | Glasgow Rangers     | 2 - 0    | 0 - 1     | 2 - 1  |
| 2017-2018 | Ligue Europa              | Deuxième tour Q   | AEL Limassol        | 0 - 1    | 1 - 2     | 1 - 3  |
| 2018-2019 | Ligue Europa              | Premier tour Q    | Qabala FK           | 0 - 1    | 2 - 0     | 2 - 1  |
| 2018-2019 | Ligue Europa              | Deuxième tour Q   | Budapest Honvéd     | 2 - 0    | 0 - 1     | 2 - 1  |
| 2018-2019 | Ligue Europa              | Troisième tour Q  | FK Oufa             | 2 - 2    | 1 - 2     | 3 - 4  |
| 2019-2020 | Ligue Europa              | Tour préliminaire | Cardiff MU          | 1 - 0    | 1 - 2     | 2E - 2 |
| 2019-2020 | Ligue Europa              | Premier tour Q    | Cork City           | 1 - 2    | 2 - 0     | 3 - 2  |
| 2019-2020 | Ligue Europa              | Deuxième tour Q   | Glasgow Rangers     | 0 - 0    | 0 - 2     | 0 - 2  |
| 2020-2021 | Ligue Europa              | Premier tour Q    | Zeta Golubovci      | 3 - 0    | N/A       | 3 - 0  |
| 2020-2021 | Ligue Europa              | Deuxième tour Q   | Willem II Tilburg   | 0 - 5    | N/A       | 0 - 5  |
| 2023-2024 | Ligue Europa Conférence   | Premier tour Q    | KF Gjilan           | 2 - 2    | 2 - 0     | 4 - 2  |
| 2023-2024 | Ligue Europa Conférence   | Deuxième tour Q   | FC Midtjylland      | 2 - 1 ap | 0 - 2     | 2 - 3  |
| 2024-2025 | Ligue Conférence          | Deuxième tour Q   | Djurgårdens IF      | 1 - 0    | 0 - 3     | 1 - 3  |

Légende
- Victoire ou qualification pour le tour suivant
- Match nul
- Défaite ou élimination de la compétition

## Effectif actuel
Le tableau ci-dessous liste l'effectif professionnel du FC Progrès Niederkorn pour la saison 2024-2025.

## Anciens joueurs
- Ismaël Bouzid
- Olivier Thill
- Sébastien Thill
- Mario Mutsch
- Marcel Bossi
- Hubert Meunier
- Vic Nurenberg

## Identité visuelle

Ancien logo.
Logo actuel.